# Михайлів (Словаччина)
Михайлів (словац. Michajlov) — село в Словаччині, Снинському окрузі Пряшівського краю.

## Географія
Розташоване в північно-східній частині Словаччини, недалеко кордону з Україною. Протікає Савков потік.

## Історія
Давнє лемківське село. Вперше згадується у 1557 році.
В селі є римо-католицький костел з (1841).

## Населення
| Рік:            | 1994. | 2004.   | 2014.    | 2024.    |
| --------------- | ----- | ------- | -------- | -------- |
| Кількість осіб: | 122   | 112     | 96       | 81       |
| Різниця:        |       | -8,19 % | -14,28 % | -15,62 % |

| Рік:            | 2023. | 2024.   |
| --------------- | ----- | ------- |
| Кількість осіб: | 83    | 81      |
| Різниця:        |       | -2,40 % |

В селі проживає 108 осіб.
Національний склад населення (за даними останнього перепису населення — 2001 року):
- словаки — 76,70 %,
- русини — 14,56 %,
- українці — 4,85 %,
- чехи — 1,94 %

Склад населення за приналежністю до релігії станом на 2001 рік:
- греко-католики — 56,31 %,
- православні — 40,78 %,
- римо-католики — 0,97 %,
- не вважають себе віруючими або не належать до жодної вищезгаданої церкви — 1,94 %

З огляду на конфесійну приналежність, фахівці вказують, що майже 97 % населення — нащадки русинів-українців.